# Hydraena appetita
Hydraena appetita är en skalbaggsart som beskrevs av Perkins 2007. Hydraena appetita ingår i släktet Hydraena och familjen vattenbrynsbaggar. Inga underarter finns listade i Catalogue of Life.